# Chai à vin (Rouen)
Le chai à vin de Rouen, construit au début des années 1950 a été le plus grand chai à vin d'Europe. Il se situe entre le boulevard Richard-Waddington et le quai Émile-Duchemin, avec vue sur le bassin Saint-Gervais.

## Historique
Le 15 décembre 1950 est inauguré à Rouen le chai public de la chambre de commerce, œuvre de l'architecte rouennais Pierre-Maurice Lefebvre. C'est alors le plus grand chai à vin d'Europe et il sert de lieu de stockage et d’expédition de vin en provenance d'Algérie à destination de Paris. Dès 1968, son activité est arrêtée. Il est alors rétrocédé au Port Autonome de Rouen; le bureau de douane s'y installe, occupant le rez-de-chaussée jusqu'en 1993. Ce bâtiment, désaffecté, est aujourd'hui muré, après avoir été pillé et vandalisé, notamment en raison des tuyauteries en cuivre qu'il renfermait.
Un projet de reconversion du bâtiment en casino a été retenu en 2017.
Mais en 2021, l'abandon du projet, inscrit au titre de l'initiative publique "Réinventer la Seine", est annoncée. Le maire, qui affiche sa défaveur, note un critère juridique manquant, celui d'un « orchestre d'intérêt national ».

## Description
Le bâtiment en brique et béton est situé entre la Seine et le bassin Saint-Gervais. À l'intérieur, il se compose de trois étages de cuves pouvant recevoir 100 000 hectolitres et disposés en croix. Ces étages sont desservis par des passerelles. Il est raccordé par canalisation aux postes de déchargement du quai de la Seine, ainsi que du bassin Saint-Gervais, et est aussi relié directement aux chais privés. 

### Sources et bibliographie
- Patrice Quéréel (préf. Patrice Pusateri et Michel Nouvellon), XXe un siècle d'architectures à Rouen, Rouen, ASI, 2001, 157 p. (ISBN 2-912461-03-0), p. 80-81
- Conseil d'Architecture d'Urbanisme et d'Environnement de la Seine-Maritime, Architecture du 20e siècle dans l'agglomération rouennaise, Darnétal, Petit à petit, 2002, 204 pages,  (ISBN 9782914401555), p. 174.